# Gadoni
Gadoni est une commune italienne de la province de Nuoro, située en Sardaigne. 

## Administration
| Période                                  | Période | Identité | Étiquette | Qualité |
| ---------------------------------------- | ------- | -------- | --------- | ------- |
|                                          |         |          |           |         |
| Les données manquantes sont à compléter. |         |          |           |         |

### Communes limitrophes
Aritzo, Laconi, Seulo, Villanova Tulo

### Évolution démographique
Habitants recensés